# Stiphodon ornatus
Stiphodon ornatus és una espècie de peix de la família dels gòbids i de l'ordre dels cipriniformes que es troba a Sumatra (Indonèsia).